# (7671) Albis
(7671) Albis es un asteroide perteneciente al cinturón de asteroides, descubierto el 22 de octubre de 1995 por Zdeněk Moravec desde el Observatorio Kleť, České Budějovice, República Checa.

## Designación y nombre
Designado provisionalmente como 1995 UK1. Llamado así por el nombre latino de uno de los principales ríos de Europa, conocido en alemán como Elbe y en checo como Labe. Nace en las montañas Krkonoše de la República Checa y continúa hacia Alemania a través de Dresde hasta su desembocadura más allá de Hamburgo. Su afluente más importante es el Moldava (o Moldau), en el que se encuentra Praga.

## Características orbitales
Albis está situado a una distancia media del Sol de 2,193 ua, pudiendo alejarse hasta 2,495 ua y acercarse hasta 1,891 ua. Su excentricidad es 0,138 y la inclinación orbital 1,091 grados. Emplea 1186,26 días en completar una órbita alrededor del Sol.

## Características físicas
La magnitud absoluta de Albis es 15,01. Tiene 2,401 km de diámetro y su albedo se estima en 0,321.